# حجر القلق

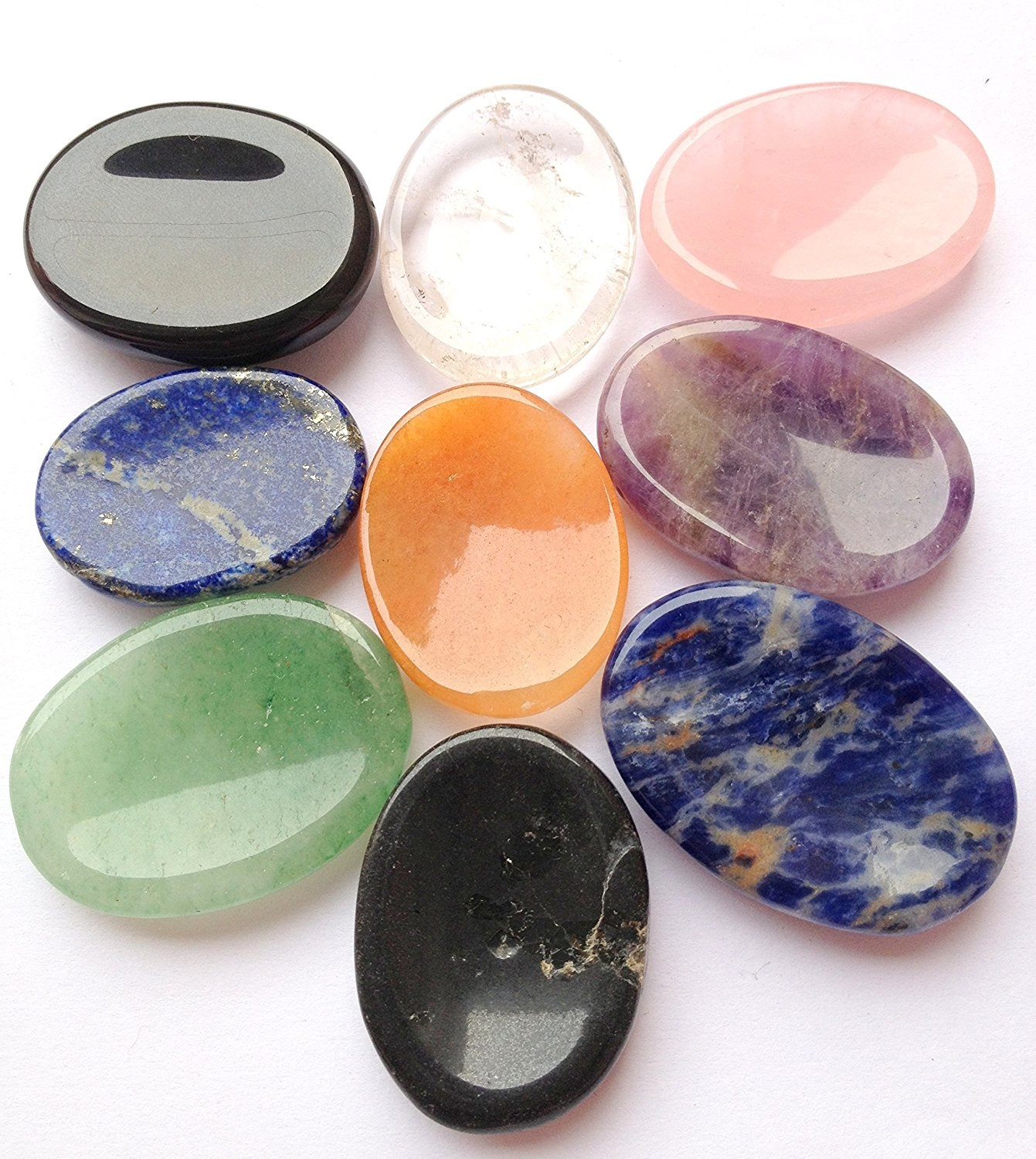
حجارة القلق

أحجار القلق أو أحجار الطاقة هي أحجار كريمة ملساء ومصقولة، وعادة ما يكون شكلها بيضاوي مع تقعر بحجم الإبهام، وتستخدم للاسترخاء أو تخفيف القلق. غالبًا نعومة الحجر أُنشئت بشكل طبيعي عن طريق المياه الجارية. ويكون حجم حجارة القلق في المعظم حوالي 3 سنتيمترات. تُستخدم عن طريق إمساك الحجر بين السبابة والإبهام وتحريك الإبهام برفق ذهابًا وإيابًا عبر الحجر. يمكن أن يؤدي تحريك إبهام الشخص ذهابًا وإيابًا عبر الحجر إلى تقليل التوتر.
قد تسمى أيضًا أحجار النخيل أو الإبهام أو أحجار التململ أو أحجار التهدئة أو الأحجار الحسية.

## تاريخ
كأداة مستخدمة شعبيًا، فإن أحجار القلق لها أصول عديدة. الأصول المختلفة لهذه الفكرة من اليونان القديمة والتبت وأيرلندا والعديد من القبائل الأمريكية الأصلية . بدأ مفهوم حجر القلق بفعل بسيط يتمثل في اختيار حجر أملس والعبث بالحجر. استخدم الإغريق القدماء بشكل عام أحجار القلق المصنوعة من مياه البحر. كانت القبائل الأمريكية الأصلية تمنحهم باستمرار للأجيال الشابة، ما خلق إحساسًا بالاتصال مع أفراد الأسرة الأكبر. وقد اعتقدوا أيضًا أن أحجار القلق هذه تعتبر شيئًا مقدسًا وتكتسب المزيد من الخصوصية إذا كانت مصنوعة من الكوارتز.

## استعمال

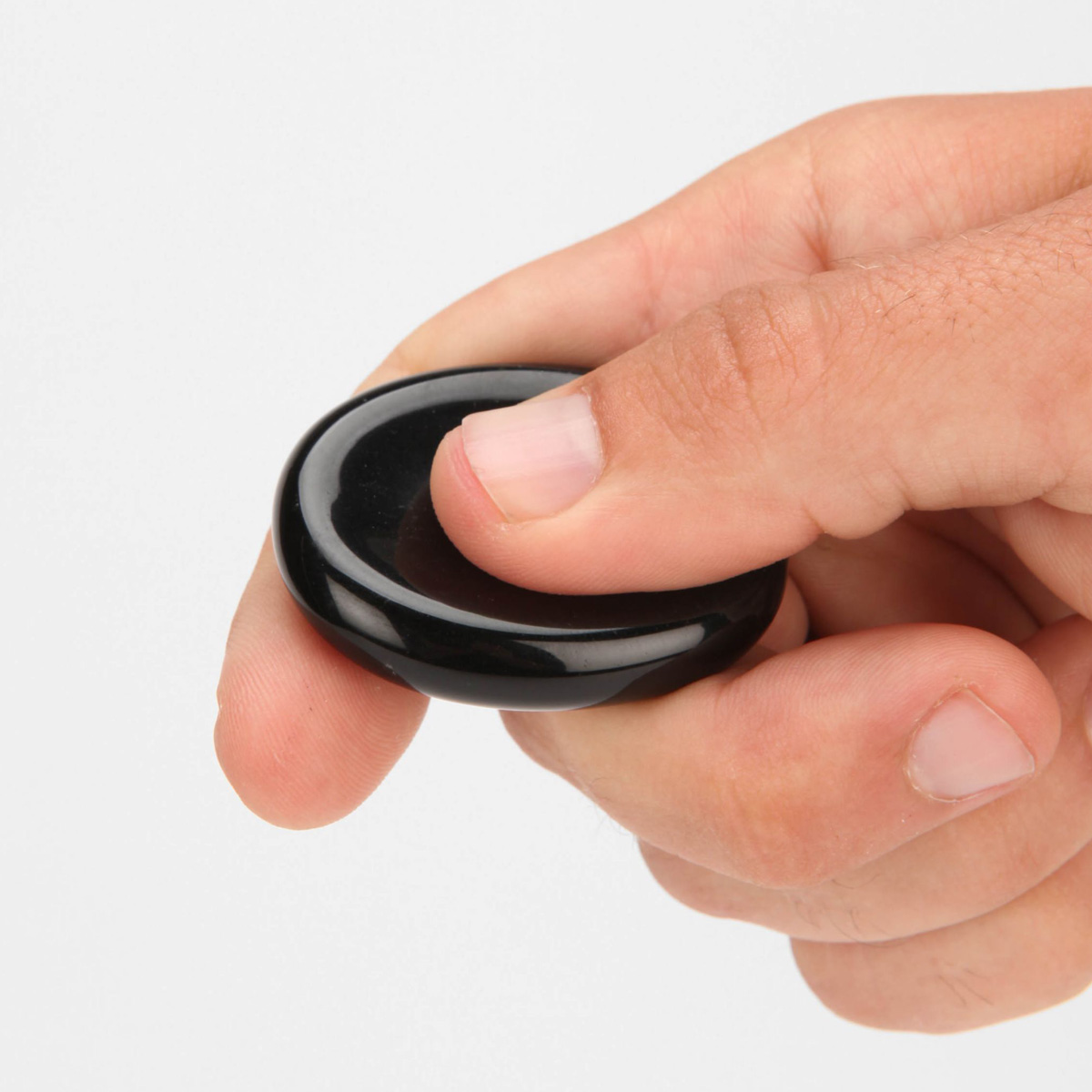
كيف تمسك حجر القلق

من منظور العلاج السلوكي المعرفي، فإنَّ استخدام أحجار القلق كأحد الممارسات الشعبية العديدة التي يمكنها أن تعمل كتمارين صحية نفسية لتهدئة النفس. تستخدم مثل هذه التقنيات في مرحلة مبكرة من العلاج، من أجل استبدال أي طرق مألوفة ولكنها مدمرة (قضم الأظافر، الخدش، قضم الشفاه، إلخ) التي قد يطورها المريض. هذا يساعد المريض على الاستعداد لمواجهة القلق أو الصدمة بأمان. تعتبر أحجار القلق وسيلة بسيطة وبديهية بما يكفي لتكون مفيدة في السياقات العلاجية حيث التعقيد وانعدام الألفة هو القلق الأعظم، مثل وقت تقديم علاج قصير الأمد للاجئين أو الأطفال المصابين باضطراب ما بعد الصدمة. بعد أن يتقن المريض سيناريو استرخاء أكثر تطورًا لإدارة القلق، يمكن أن يكون حجر القلق نفسه بمثابة «سيناريو مذكِّر للاسترخاء» فيزيائيًا؛ قد يلاحظ المريض دافعًا لاستخدام الشيء، وبالتالي يصبح مدركًا لقلقه. يمكن أن يخلق فرك الحجر إحساسًا بالاسترخاء مما يجعل العقل أكثر استرخاءً ويولد إحساسًا بالهدوء. أيضًا هناك أشخاص قد يستخدمونها أثناء ممارستهم للتأمل، ومن المعروف أن هذا يجعل تركيز الشخص يستفيد من التأمل.